# NN-130
La carretera NN‑130 es una vía departamental secundaria localizada en el departamento de Chontales. Esta ruta conecta la comunidad de El Camastro con el municipio de San Pedro de Lóvago, facilitando la movilidad rural y el acceso a zonas agrícolas.

## Trazado y cruces
| km   | Localidad / Punto   | Departamento | Conexión / Ruta |
| ---- | ------------------- | ------------ | --------------- |
| 0,0  | El Camastro         | Chontales    | NN 129          |
| 5,4  | La Rinconada        | Chontales    | Camino local    |
| 10,8 | San Pedro de Lóvago | Chontales    | Calle urbana    |

## Coordenadas
Uno de los tramos de la NN‑130 puede ser encontrado en las coordenadas: 11°29′55″N 84°03′58″O / 11.4985, -84.0660